# Шилов Георгій Євгенович
Георгій Євгенович Шилов (на початку наукової кар'єри відомий як Юрій Боссе; нар. 3 лютого 1917, Іваново-Вознесенськ, Росія — пом. 17 січня 1975, Москва, СРСР) — радянський математик.

## Біографія
З 1921 року жив у Москві. 1933 року вступив на механіко-математичний факультет Московського державного університету імені М. В. Ломоносова. 1941 року закінчив аспірантуру механіко-математичного факультету і захистив кандидатську дисертацію, присвячену теорії регулярних нормованих кілець, яку він розробив. У роки Другої світової війни служив у лавах Радянської армії, де розробляв методи зенітного вогню і підвищення ефективності стрільби зенітної артилерії. За військові заслуги Шилов був нагороджений орденом Червоної Зірки та кількома медалями.
Після війни, на початку 1946 р., він повернувся до математики і викладання в Московському державному університеті імені М.В. Ломоносова. 1950 р. став доктором фізико-математичних наук, а в 1952 р. — професором.
У 1946—50 роках працював у Московському державному університеті (МДУ), у 1951—54 роках — у Київському університеті, з 1954 року — знову в МДУ.

## Наукова діяльність
Автор наукових робіт з теорії функцій, функціонального аналізу, диференціальних рівнянь, алгебри та інших розділів математики. Перші роботи — з теорії комутативних банахових алгебр (нормованих кілець). Багато робіт виконав спільно з І. М. Гельфандом, зокрема цикл робіт з теорії узагальнених функцій і теорії диференціальних рівнянь з частинними похідними. Написав роботи з класичного аналізу, рядів Фур'є, геометрії, історії та методики математики.
Найбільші відкриття Шилова належать до теорії комутативних банахових алгебр (нормованих) кілець. Він був одним із основоположників цієї гілки функціонального аналізу. У 1940 року Георгій Євгенович увів і дослідив одне з найважливіших понять загальної теорії комутативних банахових алгебр  — поняття регулярного кільця функцій (за термінологією Г. Є. Шилова, тепер ці об'єкти частіше називають Шиловськими алгебрами). У списку його друкованих праць є півтора десятка статей та 17 (не враховуючи перекладів і перевидань) книг, написаних ним самим та у співавторстві.